# スノッリ・エイソル・エイナルソン
スノッリ・エイソル・エイナルソン（Snorri Eythor Einarsson、1986年2月21日 - ）は、アイスランドのクロスカントリースキー選手。ノルウェーのトロムス県トロムソ出身で、アイスランド人の父親とノルウェー人の母親を持つ。イーサフィヨルズゥル在住。2018年平昌オリンピックのクロスカントリースキー3種目に出場した。2022年北京オリンピックでもクロスカントリースキー3種目に出場した。

## 主な戦績
| 年   | 大会                         | 開催地             | 種目                | 順位 | 記録           | 備考 |
| ---- | ---------------------------- | ------------------ | ------------------- | ---- | -------------- | ---- |
| 2017 | ノルディックスキー世界選手権 | ラハティ           | 15kmクラシカル      | 43位 | 40分30秒2      |      |
| 2017 | ノルディックスキー世界選手権 | ラハティ           | 30kmパシュート      | 39位 | 1時間14分10秒6 |      |
| 2018 | オリンピック                 | 平昌               | 15kmフリースタイル  | 53位 | 37分05秒6      |      |
| 2018 | オリンピック                 | 平昌               | 30kmスキーアスロン  | 56位 | 1時間23分33秒9 |      |
| 2018 | オリンピック                 | 平昌               | 50kmクラシカル      | -    | 途中棄権       |      |
| 2019 | ノルディックスキー世界選手権 | ゼーフェルト       | 15kmクラシカル      | 43位 | 42分01秒6      |      |
| 2019 | ノルディックスキー世界選手権 | ゼーフェルト       | 30kmパシュート      | 39位 | 1時間15分33秒6 |      |
| 2019 | ノルディックスキー世界選手権 | ゼーフェルト       | 50kmフリースタイル  | 18位 | 1時間51分14秒9 |      |
| 2021 | ノルディックスキー世界選手権 | オーベルストドルフ | 15kmクラシカル      | 59位 | 38分13秒0      |      |
| 2021 | ノルディックスキー世界選手権 | オーベルストドルフ | 30kmスキーアスロン  | 57位 | 1時間21分12秒7 |      |
| 2021 | ノルディックスキー世界選手権 | オーベルストドルフ | スプリント団体      | 14位 | 15分50秒85     |      |
| 2022 | オリンピック                 | 北京               | 15kmクラシカル      | 36位 | 41分17秒6      |      |
| 2022 | オリンピック                 | 北京               | 30kmスキーアスロン  | 29位 | 1時間22分50秒1 |      |
| 2022 | オリンピック                 | 北京               | 50kmフリー (28.4km) | 23位 | 1時間14分51秒6 |      |